# Estètica
L'estètica (del grec: aisthèsis: sensació) és la branca de la filosofia que s'ocupa d'analitzar els conceptes i resoldre els problemes que es plantejen quan observem objectes bells i/o estètics, o per altra banda, pot ésser una doctrina filosòfica sobre la bellesa, l'art i, més en general, les sensacions. L'estètica estudia les raons i les emocions estètiques, així com les diferents formes de l'art. L'estètica, així definida, és el domini de la filosofia que estudia l'art i les seves qualitats tals com la bellesa, el sublim, la lletjor o la dissonància.
Una estètica determinada, es dona quan el concepte fa referència a una determinada escola artística, en tal cas, porta associats determinats conceptes, modes, referències o certes convencions pròpies de l'obra artística de l'escola concreta (p. ex. l'estètica del minimalisme).
La paraula estètica fou introduïda per primer cop en el lèxic germànic pel filòsof Alexander Gottlieb Baumgarten el 1750. La traducció a l'anglès del llibre Crítica de la facultat de jutjar del filòsof alemany Immanuel Kant l'any 1892 va augmentar la difusió del mot a altres llengües. Tot i això, les qüestions d'estètica constitueixen per al pensament occidental un tema antic, la tradició del qual ja va ser recollida pels filòsofs grecs.
Per copsar el significat del mot cal remarcar dos aspectes fonamentals:
- L'estètica és una teoria que vol ser ciència normativa, al mateix nivell que la lògica i la moral segons els valors humans fonamentals: la veritat, el bé, la bellesa. És una teoria d'un cert tipus de judicis de valor que enuncia les normes generals d'allò que és bell.
- L'estètica és també una metafísica del Bell, que s'esforça per revelar la font original de la bellesa, així tenim: Plató amb la teoria del reflex de l'inintel·ligible dins la matèria o Hegel amb la manifestació de l'antinòmia: bell natural o bell arbitrari o humà, etc.

Però aquest caràcter metafísic i sovint dogmàtic de l'estètica pot ser reemplaçat per una teoria de l'art que cerca les regles de la creació artística amb una reflexió sobre els procediments i tècniques elaborats per la humanitat i sobre les condicions socials que determinen els fets artístics, és a dir les obres d'art.

## Etimologia
La paraula estètica deriva del grec antic αἰσθητικός, "sensible, que pot ser percebut pels sentits"
El terme estètica va ser apropiat i encunyat amb un nou significat pel filòsof alemany Alexander Gottlieb Baumgarten en la seva tesi Meditationes philosophicae de nonnullis ad poema pertinentibus (Consideracions filosòfiques d'algunes qüestions relatives al poema) el 1735; Baumgarten va triar «aesthetica» (estètica) perquè volia emfatitzar l'experiència de l'art com a mitjà de coneixement. La definició d'estètica de Baumgarten al fragment Aesthetica (1750) es considera ocasionalment la primera definició de l'estètica moderna.
El terme va ser introduït a la llengua anglesa per Thomas Carlyle a la seva Life of Friedrich Schiller (1825). De l'anglès va passar a les altres llengües, sent el seu primer ús conegut en català cap al 1840.

## Història
Plató va igualar bé, bellesa i veritat, donant a l'estètica una dimensió cognoscitiva i ètica que va acompanyar-la durant molt de temps. El bell era el bo, i ben format d'acord amb les idees veritables que servien de model per jutjar la composició i aspecte de les entitats físiques. Aristòtil va fer èmfasi en dos conceptes grecs molt lligats a la bellesa i a l'ordre: l'harmonia i l'acompliment d'unes regles o cànon. Aquesta visió va fer sorgir la preceptiva artística, que dictava com havia de procedir l'artista per elaborar obres belles i acceptables.
L'Islam va rebutjar la pretensió de l'art de reflectir la natura o els homes, ja que només Déu és autènticament creador i no l'artista. Per aquest motiu l'art islàmic està molt lligat a la forma pura i no als motius realistes, amb una intenció simbòlica o decorativa més que emocional. El vincle amb la religió és també propi de l'art cristià medieval, on l'art té una doble funció: de lloança a Déu i d'explicació als creients de la seva obra, per això l'estètica té relació amb la funció didàctica de l'art. Comparteix amb l'art islàmic el fort component simbòlic de les obres.
Alexander Gottlieb Baumgarten va lligar la noció de l'estètica a la del gust: hi havia un bon gust (educable) i un mal gust, rebutjable, i la funció de l'espectador era formar-se per adquirir el primer mentre que la funció de l'artista era conèixer la tradició per plasmar les seves emocions en una obra de gust. Kant, a la seva Crítica del judici, va afirmar que aquest gust és subjectiu però que sempre té relació amb la finalitat dels objectes: sembla més bell el més adequat.
D'aquesta concepció es va passar a la idea romàntica de geni, on només les ànimes més elevades i inspirades eren capaces de crear art basant-se en el seu interior i no pas en normes externes o models, perquè l'ideal artístic passava per l'exaltació individual i la connexió amb els altres. Va agafar força el concepte de sublim, enunciat en època clàssica i lligat als extrems, lloables per la commoció que causen en l'espectador. El pitjor defecte de l'artista no és doncs crear obres lletges sinó deixar indiferent el seu públic.
L'estètica contemporània no és uniforme i considera que l'espectador té un paper molt actiu en la construcció d'allò que es pot definir com a art, que està subjecte a tradicions canviants i a gustos subjectius. L'inconscient, la pressió dels models culturals i la influència dels mitjans de comunicació afecten a la percepció de l'obra artística, que sovint s'envolta d'un espai o temps específics que la separen de la resta de la realitat (com el museu).

## Bellesa
La bellesa és un dels temes principals de l'estètica, juntament amb l'art i el gust. Moltes de les seves definicions inclouen la idea que un objecte és bell si percebre'l va acompanyat d'un plaer estètic. Entre els exemples d'objectes bells hi ha paisatges, postes de sol, humans i obres d'art. La bellesa és un valor estètic positiu que contrasta amb la lletjor com a contrapartida negativa.
Diferents intuïcions associades habitualment a la bellesa i a la seva naturalesa estan en conflicte entre si, la qual cosa planteja certes dificultats per comprendre-la.
D'una banda, la bellesa s'adscriu a les coses com una característica objectiva i pública. D'altra banda, sembla que depèn de la resposta subjectiva i emocional de l'observador. Es diu, per exemple, que «la bellesa està en l'ull de qui l'observa». Pot ser possible conciliar aquestes intuïcions afirmant que depèn tant dels trets objectius de la cosa bella com de la resposta subjectiva de l'observador. Una manera d'aconseguir-ho és sostenir que un objecte és bell si té el poder de provocar determinades experiències estètiques en el subjecte que percep. Això sovint es combina amb la visió que el subjecte ha de tenir la capacitat de percebre i jutjar correctament la bellesa, de vegades anomenada «sentit del gust». S'han suggerit diverses concepcions de com definir i entendre la bellesa. Les concepcions clàssiques emfatitzen el costat objectiu de la bellesa definint-la en termes de la relació entre l'objecte bell com un tot i les seves parts: les parts haurien d'estar en la proporció correcta entre si i així compondre un tot harmoniós integrat. Les concepcions hedonistes, en canvi, se centren més en el vessant subjectiu dibuixant una connexió necessària entre plaer i bellesa, per exemple que un objecte sigui bell quan provoqui un plaer desinteressat. Altres concepcions inclouen definir els objectes bells segons el seu valor, per una actitud amorosa cap a ells o cap a la seva funció.

## Crítica
La filosofia de l'estètica com a pràctica ha estat criticada per alguns sociòlegs i escriptors d'art i societat. Raymond Williams, per exemple, argumenta que no hi ha cap objecte estètic únic i/o individual que es pugui extrapolar del món de l'art, sinó que hi ha un continu de formes i experiències culturals que el discurs i les experiències normals poden indicar com a art. Per "art" podem emmarcar diverses "obres" o "creacions" artístiques com si aquesta referència es mantinguès dins de la institució o esdeveniment especial que la crea i això deixa algunes obres o un altre possible "art" fora del marc, o altres interpretacions com altres fenòmens que no es poden considerar com a "art".
Pierre Bourdieu no està d'acord amb la idea de Kant de l'"estètica". Argumenta que l'"estètica" de Kant només representa una experiència que és producte d'un habitus de classe elevat i d'un lleure acadèmic en oposició a altres experiències "estètiques" possibles i igualment vàlides que es troben fora de l'estreta definició de Kant.
Timothy Laurie argumenta que les teories de l'estètica musical «emmarcades completament en termes d'apreciació, contemplació o reflexió corren el risc d'idealitzar un oient poc plausible i desmotivat definit únicament a través d'objectes musicals, en lloc de veure'l com una persona per a la qual les intencions i motivacions complexes produeixen atraccions variables per als objectes i pràctiques culturals».